# Mistrzostwa Świata w Łyżwiarstwie Szybkim w Wieloboju 1891
Mistrzostwa świata w łyżwiarstwie szybkim w wieloboju w 1891 roku odbyły się w dniach 6–7 stycznia w Amsterdamie, na naturalnym lodowisku ulokowanym na placu Museumplein. Była to impreza nieoficjalna. W zawodach brali udział tylko mężczyźni. Zawodnicy startowali na dystansach angielskich, czyli pół mili (805 metrów), 1 mila (1609 metrów), 2 mile (3219 metrów) i 5 mili (8047 metrów). Na dystansie 1/2 mili rozegrano kwalifikacje, a także finał do którego awansowało 4 najlepszych zawodników z kwalifikacji. Mistrzem świata zostawał zawodnik, który wygrywał wszystkie dystanse. Tytuł wywalczył Amerykanin Joe Donoghue. Miejsca pozostałych zawodników są nieoficjalne.

## Uczestnicy
W zawodach wzięło udział 15 łyżwiarzy z 3 krajów. Sklasyfikowanych zostało 9.
| Państwa biorące udział w mistrzostwach | Państwa biorące udział w mistrzostwach | Państwa biorące udział w mistrzostwach |
| -------------------------------------- | -------------------------------------- | -------------------------------------- |
| Cesarstwo Niemieckie                   | Holandia                               | Stany Zjednoczone                      |

## Wyniki
- DNF – nie ukończył, DNS – nie wystartował, f – wywrócił się

| Pozycja | Zawodnik              | Kraj                 | ½ mili kwalifikacje | ½ mili finał | 2 mile       | 1 mila       | 5 mil        |
| ------- | --------------------- | -------------------- | ------------------- | ------------ | ------------ | ------------ | ------------ |
| 01 !    | Joe Donoghue          | Stany Zjednoczone    | 1:25.4 (1.)         | 1:25.6 (1.)  | 6:10.8 (1.)  | 3:00.4 (1.)  | 16:02.2 (1.) |
| (2.)    | Klaas Pander          | Holandia             | 1:40.0 (2.)         | 1:30.2 (2.)  | 6:38.6 (2.)  | 3:11.2 (2.)  | 17:04.0 (2.) |
| (3.)    | August Underborg      | Cesarstwo Niemieckie | 1:36.0 (4.)         | 1:32.4 (4.)  | 6:52.4 (4.)  | 3:14.2 (3.)  | 17:04.4 (3.) |
| (4.)    | A. Couvée             | Holandia             | 1:36.6 (5.)         | 9:59.9 !     | 7:19.4 (8.)  | 3:18.0 (5.)  | 17:04.8 (4.) |
| (5.)    | M. Cartier van Dissel | Holandia             | 1:37.0 (6.)         | 9:59.9 !     | 6:52.2 (3.)  | 3:27.4 (7.)  | 17:56.0 (5.) |
| (6.)    | G. Couvée             | Holandia             | 1:44.2 (9.)         | 9:59.9 !     | 6:53.4 (5.)  | 3:46.0 (10.) | 18:30.0 (8.) |
| (7.)    | Wim de Boer           | Holandia             | 1:49.6 (10.)        | 9:59.9 !     | 7:38.6 (10.) | 3:35.0 (9.)  | 18:26.4 (7.) |
| (8.)    | N. Kampers            | Holandia             | 1:52.4 (13.)        | 9:59.9 !     | 7:19.4 (7.)  | 3:29.0 (8.)  | 18:13.0 (6.) |
| (9.)    | Dirk Fenenga          | Holandia             | 1:55.2 (14.)        | 9:59.9 !     | 8:27.4 (12.) | 3:56.4 (11.) | 20:54.0 (9.) |
| DNF     | Jaap Houtman          | Holandia             | 1:40.0 (7.)         | 9:59.9 !     | 7:04.4 (6.)  | 3:21.6 (6.)  | DNF          |
| DNF     | C. Henny              | Holandia             | 2:02.0f (15.)       | 9:59.9 !     | 9:04.4 (13.) | DNF          | 59:59.9 !    |
| DNS     | B. van Rijkevorsel    | Holandia             | 1:42.4 (8.)         | 9:59.9 !     | 8:04.4 (11.) | 9:59.9 !     | 59:59.9 !    |
| DNS     | Pim Mulier            | Holandia             | 1:51.6 (12.)        | 9:59.9 !     | 7:34.4 (9.)  | 9:59.9 !     | 59:59.9 !    |
| DNS     | Jaap Eden             | Holandia             | 1:35.2 (3.)         | 1:31.2 (3.)  | 9:59.9 !     | 3:15.2f (4.) | 59:59.9 !    |
| DNS     | B. Jansen             | Holandia             | 1:49.6 (10.)        | 9:59.9 !     | 9:59.9 !     | 9:59.9 !     | 59:59.9 !    |